# Epsom (États-Unis)
Pour les articles homonymes, voir Epsom.
Epsom est une ville du comté de Merrimack, dans le New Hampshire, aux États-Unis.